# بروسبيرو كولونا

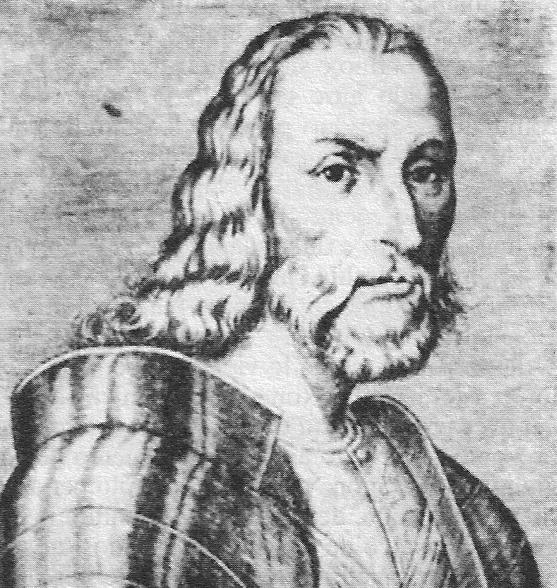
بروسبيرو كولونا

بروسبيرو كولونا (لانوفيو، 1452 - ميلانو، 1523) كوندوتييرو إيطالي.
عضو من عائلة كولونا نبيلة، وابن عم فابريتسيو كولونا.
تعود أول عملية له بوصفه القائد العسكري إلى العام 1484، عندما دافع عن قلعة الأسرة في باليانو من هجوم عائلتي رياريو أورسيني المنافستين. وبعد إجراء غيرها من المعارك، وتدخل بروسبيرو بقضية الكاردينال جوليانو ديلا روفيري (مستقبلاً البابا يوليوس الثاني)، ولهذا سجنه البابا إسكندر السادس في سجن كاستل سانتانجلو في روما. بعد الإفراج عنه اعتقل للمرة الثانية لتحالفه مع شارل الثامن ملك فرنسا خلال حملته في إيطاليا، ولكن في 1495 وبفضل حماية بروسبيرو وفابريتسيو كولونا تفوق الملك الفرنسي على البابا، وتمكن من دخول روما.